# 226년

## 연호
- 위(魏) 황초(黃初) 7년
- 촉(蜀) 건흥(建興) 4년
- 동오(東吳) 황무(黃武) 5년

## 기년
- 위(魏) 문제(文帝) 7년
- 촉(蜀) 후주(後主) 4년
- 동오(東吳) 손권(孫權) 5년
- 신라(新羅) 내해 이사금(奈解泥師今) 31년
- 고구려(高句麗) 산상왕(山上王) 30년
- 백제(百濟) 구수왕(仇首王) 13년

## 사건
- 사산조 페르시아가 파르티아를 멸망시킴.
- 신라, 봄에 비가 많이 와 가을 7월까지 계속 비가 왔다. 백성이 굶주리니 창고의 구호미를 베풀어 구휼해 주었다. 겨울 10월, 중앙과 지방의 죄수를 조사하여, 가벼운 죄는 용서하여 주었다.

## 사망
- 사간(士幹)
- 사섭(士燮)
- 사송(士頌)
- 사지(士祗)
- 사휘(士徽)
- 위나라 1대 황제 조비

## 참고 문헌
- 김부식 (1145), 《삼국사기》 〈권2〉 내해 이사금 조(條)